# Spaso House

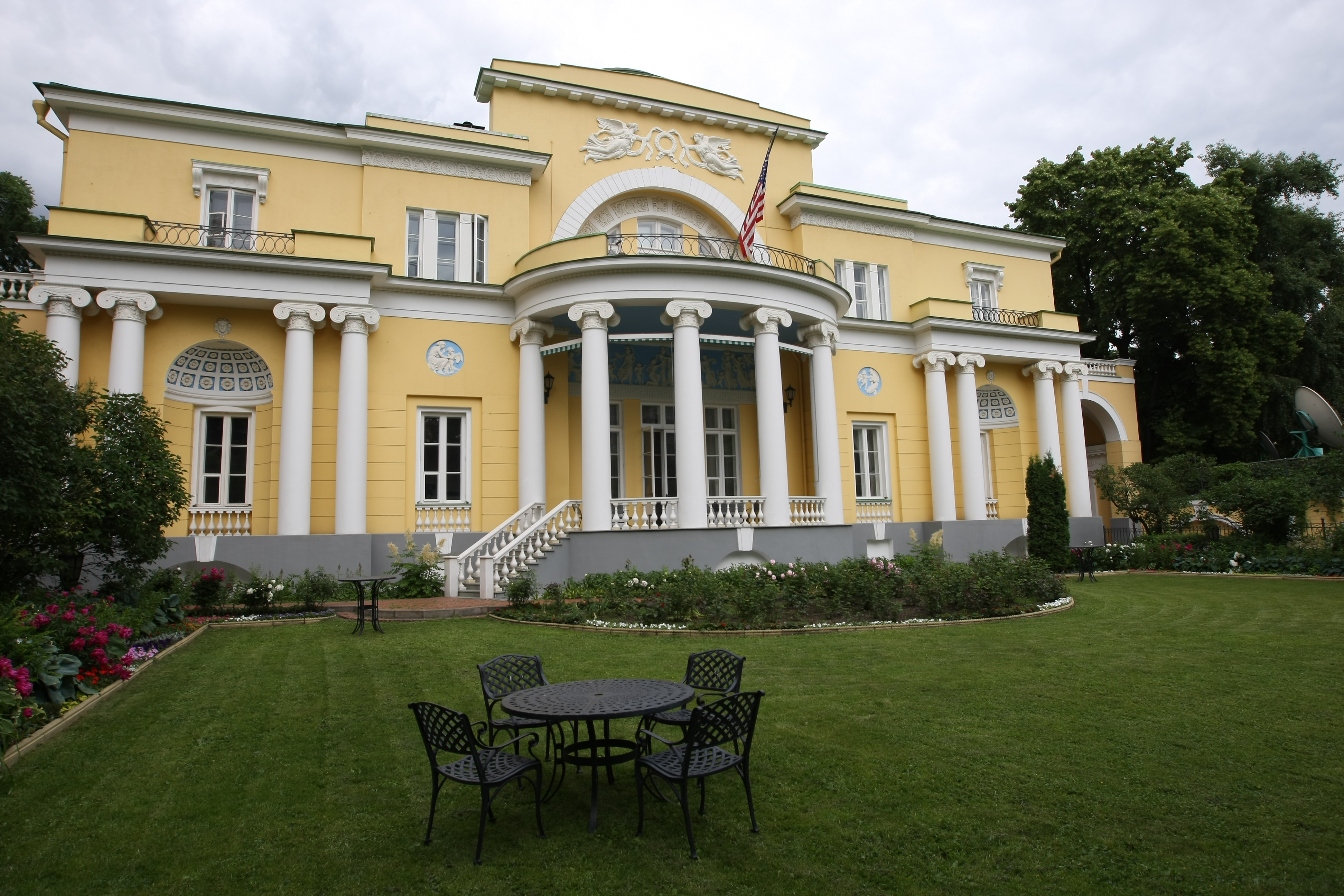
Spaso House, Residenz des US-amerikanischen Botschafters in Moskau

Das Spaso House (russisch Особня́к Вто́рова oder Спа́со-ха́ус) ist ein neoklassizistisches Gebäude in der russischen Hauptstadt Moskau. Es dient heute als Residenz des US-amerikanischen Botschafters. In ihm spiegeln sich seit über einem Dreivierteljahrhundert die Beziehungen der USA zur damaligen Sowjetunion und zum heutigen Russland. 

## Geschichte

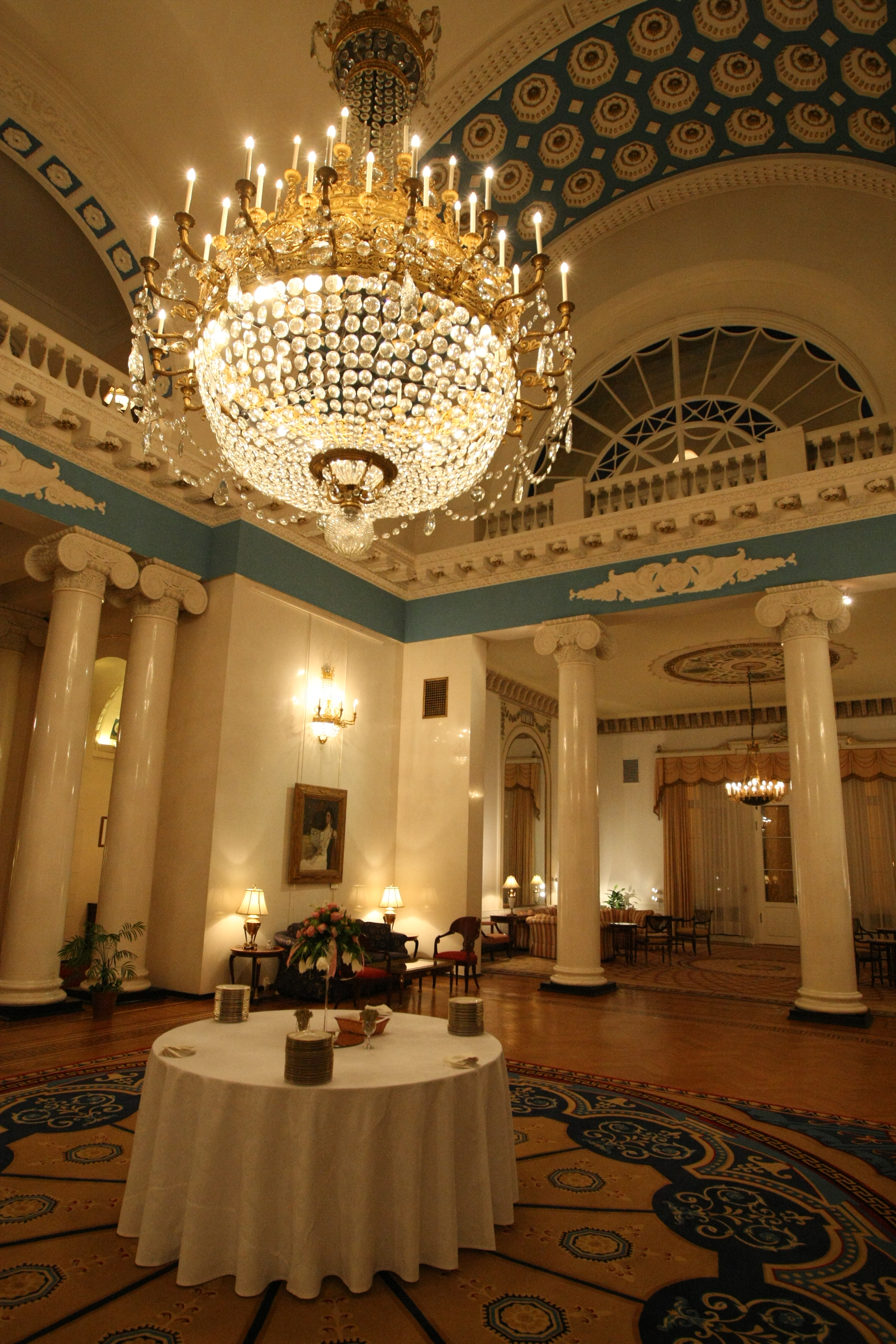
Innenansicht

Das Gebäude wurde 1913 im Arbat-Viertel am Spasopeskowskaja-Platz Nr. 10 (daher der Name)  für den Großindustriellen Nikolai Alexandrowitsch Wtorow, einen der reichsten Männer des zaristischen Russland, erbaut. Die Fläche des Grundstücks beträgt etwa 7.200 Quadratmeter. 
Ältere Häuser am selben Platz waren 1812 beim Brand von Moskau in Flammen aufgegangen. Die Architekten Wladimir Adamowitsch und Wladimir Mayat ließen sich durch das heute nicht mehr existierende Gagarin-Haus, in den 1820er Jahren durch Joseph Bové erbaut, sowie durch den italienischen Palladianismus des 16. Jahrhunderts beeinflussen. 
Bald nach der Fertigstellung kam der Eigentümer unter ungeklärten Umständen ums Leben, seine Familie floh aus Russland und wurde enteignet. Das Gebäude diente als Residenz für den sowjetischen Volkskommissar und Außenminister Georgi Wassiljewitsch Tschitscherin. 
Als 1933 die Vereinigten Staaten die Sowjetunion diplomatisch anerkannten und die beiden Staaten Diplomaten austauschten, konnte die sowjetische Regierung aufgrund der dramatischen Knappheit an Büro- und Wohnraum nur wenige Gebäude vorschlagen. Der erste neu ernannte Botschafter William C. Bullitt wählte das Gebäude unter anderem deswegen aus, weil es eine neuzeitliche Heizung hatte. George F. Kennan, später Botschafter in Moskau und damals im Rang eines Dritten Sekretärs und als russischsprachige Vorhut nach Moskau entsandt, verhandelte mit den sowjetischen Behörden und man einigte sich auf einen dreijährigen Mietvertrag. Botschafter Bullit hatte den Plan, schon bald einen Neubau zu errichten, doch dies scheiterte an den sowjetischen Behörden. 1934 diente das Spaso House zunächst als Botschaft und Residenz, da das angemietete Botschaftsgebäude noch nicht saniert war. 1935 wurde ein großer Ballsaal eingerichtet, der den festlichen Rahmen für legendäre Partys bildete. Ab Juli 1935 kam es zu zunehmenden Spannungen zwischen beiden Regierungen und in Moskau zum Großen Terror und auch die Festlichkeiten in Spaso House wurden weniger. Dennoch gab es glanzvolle Ereignisse wie eine von Sergej Prokofjew selbst dirigierte Aufführung seines Werkes Die Liebe zu den drei Orangen. Aufgrund der Knappheit von Lebensmitteln waren die Diplomaten häufig und lange auf den Import von Lebensmitteln angewiesen; der mit einer reichen Erbin verheiratete Botschafter Joseph E. Davies brachte einmal auf seiner Privatjacht große Mengen an Speiseeis in die Residenz.
Nach Ausbruch des Deutsch-Sowjetischen Krieges im Juni 1941 wurde die sowjetische Regierung ins heutige Samara evakuiert und ebenso die Botschaften; zurück blieb eine sechsköpfige Mannschaft unter Llewellyn E. Thompson, der später Botschafter in Moskau wurde. Im August 1945 konnte der spätere US-Präsident Dwight D. Eisenhower gemeinsam mit der sowjetischen Regierung den Sieg über Nazi-Deutschland feiern.
Als George F. Kennan 1952 als Botschafter zu Zeiten des Koreakrieges nach Moskau kam, stellte er fest, dass die sowjetische Regierung auf drei Seiten eine Ziegelmauer um das Haus gebaut hatte und auf der Eingangsseite ein massives Tor. Schon im folgenden Jahr 1953 unter Botschafter Charles Bohlen hatten sich nach Stalins Tod die Verhältnisse etwas entspannt und sowjetische Journalisten folgen den Einladungen wieder. Seit 1954 ließ sich auch Nikita Sergejewitsch Chruschtschow als neuer starker Mann beim Nationalfeiertag sehen.
Am 26. Mai 1972 kam Präsident Richard Nixon zur Unterzeichnung des ABM-Vertrages nach Moskau. Zum Unabhängigkeitstag 1976 erreicht das Gebäude mit 3.000 geladenen Gästen das bisherige Maximum.
1986 erlebte Spaso House einen besonderen Höhepunkt, als der im Zarenreich geborene US-amerikanische Pianist Wladimir Horowitz mit seinem eigens eingeflogenen Flügel hier gastierte. Auch das Juilliard String Quartet, der Sänger Thomas Hampson  sowie viele Vertreter des Jazz lockten zahlreiche musikbegeisterte Moskauer an. Im Mai 1988 begegneten sich hier Ronald Reagan und Generalsekretär Michail Sergejewitsch Gorbatschow. 1992 war Moskau von großer Lebensmittelknappheit betroffen; Botschafter Robert Schwarz Strauss bestand darauf, den Gästen wie Präsident Boris Nikolajewitsch Jelzin am 2. März selbstgemachte Nachos anzubieten. 
Zuletzt beherbergte Spaso House am 25. April 2007 einen US-Präsidenten, nämlich George W. Bush anlässlich des Staatsbegräbnisses für Jelzin.